# シンフォニークラシカ
シンフォニークラシカ（SYMPHONY CLASSICA）は、シーライン東京が運航するレストラン船である。東京港日の出埠頭を拠点に運航されている。

## 概要
1989年に「シンフォニー」として、就航した。就航時は、東京湾初のレストラン船であった。1998年に「シンフォニークラシカ」に改名された。1992年に就航したシンフォニー2（現シンフォニーモデルナ）は、シンフォニークラシカの姉妹船である。
「クラシカ」という船名は、イタリア語で「古典的」を意味する"Classica"から名付けられており、「近代的」を意味する「モデルナ」（"Moderna"）と対比させている（船は女性名詞なので語尾は "a"）。1989年に、経済産業省の認定するグッドデザイン賞、商品デザイン部門に選定された。

## 船内設備

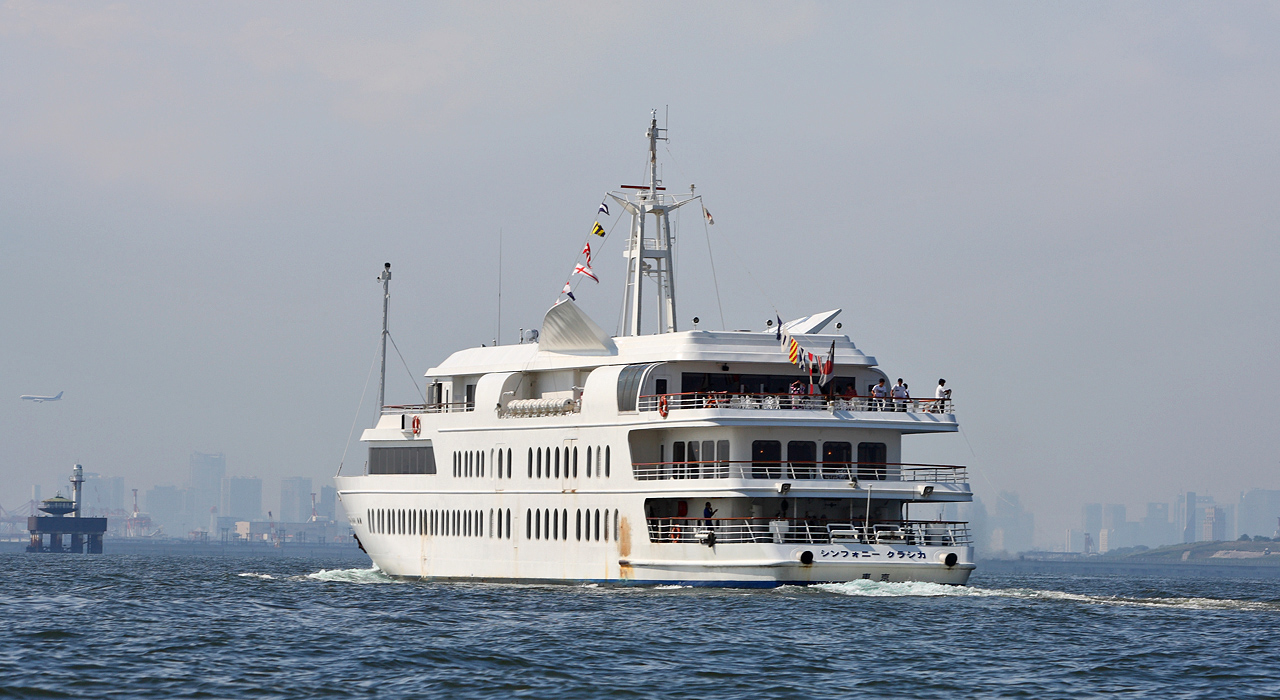
船尾から見たシンフォニークラシカ

- 「パストラル」（195m2）－ 着席:90名/立食:130名
- 「コンチェルト」（160m2）－ 着席:80名/立食:100名
- 「カルテット」（53m2）－ 着席:30名/立食:40名
- 「メヌエット」（60m2）－ 着席:30名/立食:40名